# 霍斯克里克鎮區 (北卡羅萊納州阿什縣)
霍斯克里克鎮區（英語：Horse Creek Township）是位於美國北卡羅萊納州阿什縣的一個鎮區。

## 地方資料
霍斯克里克鎮區的面積為39.62平方千米，皆為陸地。根據2020年美國人口普查的數據，當地共有人口592人，而人口密度為每平方千米14.94人。